# Абу Яхья ат-Тинмалали
Абу Яхья Мухаммад ибн Али ибн Аби-Имран ат-Тинмалали (? — 1229) — последний вали (губернатор) Аль-Джаззира аль-Шаркуйя ли-ли-Андалус в 1208—1229 годах.

## Биография
Происходил из города Тинмель в Марокко, столице династии Альмохадов в 1121—1147 годах. В 1208 году Абу яхья был назначен вали Балеарских островов. В 1212 году после поражения династии Альмохадов в битве при Лас-Навас-де-Толоса он избрал курс на обретение независимости, только номинально признавая власть альмохадских халифов.
Абу Яхья пытался установить союзные отношения с Ибн Худом, который покорил Аль-Андалус и вел переговоры с христианскими государства. Впрочем, в 1228 году кортесы Каталонии приняли положительное решение относительно похода против ат-Тинмалали. Поддержку королю Арагона Хайме Завоевателю предоставил папа римский Григорий IX, который провозгласил кампанию против Мальорки крестовым походам и запретил продавать оружие и другую амуницию эмиру Менорки.
В экспедицию на Мальорку отправился арагонский флот под командованием короля Хайме Завоевателя, состоящий из 150 судов, где находилось 1,5 тысяч рыцарей и 15 тысяч пехоты. Вали Мальорки на момент вторжения имел в своем распоряжении по разным данным от 18 до 42 тысяч пехоты и 2-5 тысяч конницы. Одновременно вали пришлось подавить восстание своего дяди Абу Хасана. В 1229 году христианское войско высадилось на острове Мальорка. Абу Яхья ат-Тинмалали надеялся использовать численное преимущество, но 12 сентября 1229 года потерпел поражение в сражении у Портопи. Вскоре оказался осажденным в столице Медина-Маюрка. 31 декабря 1229 года город пал, всех мусульман города, включая ат-Тинмалали, поубивали христиане. Очаги сопротивления захватчикам продолжали существовать до конца 1231 года.
Сын ат-Тинмалали, Яхья (род. в 1215/1216), был взят в плен в 1229 году. В 1234 году он был крещен в соборе Сарагосы и получил новое имя Хайме. Его крестным отцом стал король Арагона Хайме Завоеватель. В 1250 году он получил от короля Арагона титулы 1-го барона де Готор и 1-го барона де Ильюэка, став Хайме де Готор. Хайме женился на Эльвире Ролдан, дочери Мартина Ролдана и Марии Лопес де Луна, став родоначальником семьи Готор.